# Rhadinaea nuchalis
Rhadinaea nuchalis — вид змій родини полозових (Colubridae). Ендемік Мексики. Описаний у 2018 році.

## Поширення і екологія
Rhadinaea nuchalis відомі за кількома зразками, зібраними в горах Південної Сьєрра-Мадре в штаті Герреро, в районі Ель-Молоте. Вони живуть в гірських хмарних лісах, на висоті від 1680 до 1720 м над рівнем моря.